# Sakralgrübchen
Das Sakralgrübchen (auch Steißbeingrübchen) ist eine Einbuchtung in der Haut zwischen After und Kreuzbein (Os sacrum). Es kann, vor allem bei Neugeborenen, aussehen wie ein zweiter After.
Medizinisch relevant ist, dass hier der Wirbelkanal verlängert oder offen sein kann. Solange die Wirbelsäule nicht offen ist und das Rückenmark unbehindert in der Rückenmarksflüssigkeit schwimmt (z. B. keine Verklebung), ist dies im Regelfall medizinisch unbedenklich.